# José Coelho Jordão
José Coelho Jordão ComB (Figueira da Foz, 13 de Novembro de 1923), licenciado em Engenharia Silvícola pelo Instituto Superior de Agronomia da Universidade Técnica de Lisboa, foi Presidente da Câmara da Figueira da Foz entre 1961 e 1970. 

## Biografia
Nascido no lugar do Alqueidão, freguesia do Paião, concelho da Figueira da Foz, no dia 13 de Novembro de 1923, registado no posto do Registo Civil do Alqueidão, com o nome de José Coelho Jordão.
Foi baptizado na Igreja do Paião com o nome de José Eduardo Coelho Jordão.
Filho de José Pedrosa Jordão e de Idalina Morgado Coelho, e neto de Joaquim Jordão e Josefa Pedrosa, do Alqueidão, e de José Coelho da Cruz e de Maria dos Santos Galbarda.

### Instrução
Durante a instrução primária, foi um bom aluno, aprovado na quarta classe com distinção, no dia 16 de Julho de 1935. Terminada a 4ª classe, faz exame de admissão ao Liceu Dr. Bissaya-Barreto, onde frequentou o 1º ciclo. O 2º ciclo (4º, 5º e 6º) e o 3º ciclo (7º ano) concluiu no Colégio Academia Figueirense.
No 6º ano reprovou a Física e Matemática, mas no ano seguinte fez estas duas cadeiras e o 7º ano todo. “Quando disse ao meu pai que ia fazer as duas cadeiras a que havia reprovado, e o 7º ano, a sua reacção não foi concordante, porque dizia ele: “Se não foste capaz de fazer o 6º ano todo, como vais fazer as duas cadeiras  do 6º ano e o 7º?”. Mas insisti, e ele acabou por concordar. Assumi uma grande responsabilidade, mas soube cumpri-la. Levei todo o ano com o estudo muito certinho, com as matérias em dia e fiz sem grande esforço o resto do 6º ano e o 7º ano. Neste episódio, como em toda a minha vida sempre soube cumprir com os meus deveres”. (Autobiografia não editada)

### Universidade e Estágio
Feito o 1º ciclo no Liceu Municipal Bissaya Barreto, e o 2º e 3º ciclos na Academia Figueirense, haveria que escolher o curso universitário a seguir. Optou por Agronomia, e assim fez o exame de admissão ao Instituto Superior de Agronomia em Lisboa. Teve 12 a Matemática, 11 a Química, 9 a Botânica, pelo que não entrou em 1942.
Em 1943 repetiu o exame de admissão e entrou.
Na altura, o ISA tinha dois cursos – o de Engenheiro Agrónomo e o de Engenheiro Silvicultor, havendo muitas cadeiras comuns, limitando-se a diferença a quatro cadeiras.
Fez primeiro Engenharia Silvícola e depois durante o tirocínio em Silvicultura, fez as cadeiras de Engenharia Agronómica.
Ficou assim com os dois cursos.
Fez o tirocínio e Tese que na Administração Florestal da Figueira da Foz, com início em Agosto de 1948. Teve como orientador do estágio o Eng. Silvicultor António Alberto da Cunha Rei, um dos técnicos mais competentes dos serviços florestais, responsável pela introdução da fotogrametria terrestre em Portugal, criou na Figueira a Brigada da Fotogrametria, de que foi chefe. Muito inteligente, e com um elevado espírito de investigação. Esta Brigada fez o levantamento topográfico de vários perímetros florestais, como os da Serra da Estrela (zona de Manteigas), Lousã-Góis, das dunas entre Figueira e Mira, Matas da Costa de Lavos, Leirosa e Urso, etc., assim como os projectos das estradas e caminhos florestais e toda a rede de aceiro e arrifes dos referidos perímetros florestais.
Na Serra da Boa Viagem continuou a obra do seu pai, o Regente Florestal Manuel Alberto Rei, introduzindo novas espécies florestais, valorizando assim o Parque Florestal Manuel Alberto Rei (1), abrindo novas estradas, caminhos e criando novos miradouros que muito valorizaram aquele parque.
(1) O Parque Florestal Manuel A. Rei foi criado em 1956, por desanexação da maior parte da Mata da Serra da Boa Viagem
Cunha Rei propôs a Coelho Jordão um trabalho, que ele tinha em mente e que considerava de grande importância para a investigação das espécies silvícolas: a avaliação do volume das árvores em pé, já que quando se estabelecem parcelas de árvores, mormente de pinheiros, para investigação ou experimentação, para avaliar o resultado desses estudos, tem de se cortar algumas árvores para lhes calcular o volume ou utilizar tabelas que são generalizadas a uma mata, mas não dão resultados correctos. Com o método proposto obter-se-á o volume exacto da cada árvore em pé.
Este trabalho de dendrometria seria feito por fotogrametria terrestre. Iniciou-o em Janeiro de 1949, na Mata do Urso, orientado pelo Eng. Rei.
Marcaram-se as árvores que iriam servir de experiência, com idades diferentes, para se verificar se o sistema era fiável com qualquer altura da árvore. Utilizou neste trabalho uma foto teodolito WILD, constituído fundamentalmente por uma câmara fotográfica com uma distância focal de 165 mm acoplada a um teodolito WILD. As leituras dos círculos fizeram-se com o microscópio de coincidência. As chapas fotográficas depois de reveladas foram restituídas num autografo WILD, que desenhou os perfis longitudinais e transversais à escala 1:100 e depois calcularam-se os volumes.
Foi um trabalho original a que se deu o nome de ESTEREOTODENDROMETRIA, que significa a medição das árvores em pé, por meio de fotografia estereoscópica ou o mesmo que a estereofotogrametria aplicada à dendrometria. 
Esta tese foi entregue em Setembro de 1949, e discutida no Salão de Actas dos ISA, perante um júri de três professores (um dos quais o Director) e mereceu a classificação de 16 valores.

### Professor nos Colégios Academia Figueirense e de Grândola
Coelho Jordão é convidado pelo Dr. Rafael Sampaio, Director do Colégio Academia Figueirense, onde tinha sido aluno, para professor de Ciências Naturais e Biologia do Colégio. Com um horário compatível com os seus afazeres no tirocínio, e com o acordo do Eng. Rei aceitou. 
Em Agosto de 1949, responde a um anúncio no Jornal “O Século” a pedir Professor de Matemática para Colégio perto de Lisboa. No entanto, na entrevista a directora informa-o que o Colégio era em Grandola, nessa altura a duas horas de camioneta de Lisboa. Ofereceu-lhe 35 horas semanais de aulas, nas cadeiras de Matemática, Ciências Naturais e Biologia, e a remuneração de 2.000$00.
“A remuneração era aliciante, e acabei por aceitar mas com a condição de à sexta-feira não ter aulas de tarde, para vir na camioneta das 14 horas para Lisboa” (Autobiografia)
Seguiu para a Grandola no dia 5 de Outubro, ao fim da tarde. 
“Quando no dia seguinte cheguei ao Colégio, que funcionava num primeiro andar, no r/c funcionava um lagar de azeite, a Directora apresentou-me um horário de 44 horas, e mais grave, tendo os cursos de exame (5º e 7º) das cadeiras de Ciências Naturais e Biologia, Matemática e Química. Não aceitei, está claro, tanto mais que havia no Colégio uma professora de Química e um professor de Matemática. Então os anos de exame de Matemática e Química ficaram para esses professores e eu fiquei com as Matemáticas dos anos de não exame, as Ciências Naturais e Biologia de todos os anos, e as Matemáticas do Curso Comercial nocturno, o que perfazia 42 horas/semanais. Além disto ainda me apareceram alunos a querer explicações de Matemática. Era trabalho das 8H30 até às 23H00. Era de loucos e só os 25 anos aguentavam esta dinâmica” (Autobiografia)
Entretanto, em meados de Novembro de 1949, foi convidado para entrar para os Serviços Florestais, não hesitou e terminou aqui a sua experiência no ensino.

### Plano de Fomento Agrário
Entrou para a extinta Direcção Geral dos Serviços Florestais e Aquícolas, no dia 2 de Dezembro de 1949, como Engenheiro Tarefeiro.
O Secretário de Estado da Agricultura, Eng. José Pereira Caldas, que tinha sido Presidente da Junta da Colonização Interna, tinha lançado um projecto denominado “Plano de Fomento Agrário”, que tinha como finalidade fazer os seguintes estudos do país:
a)	Levantamento da Carta Agrícola e Florestal;
b)	Levantamento da Carta de Solos;
c)	Estudo económico, por concelho, sobre o aspecto agrícola, florestal e pecuário.
Um trabalho extraordinário, muito completo, inédito no país, e que era fundamental para os Planos de Desenvolvimento Agrícola, Florestal e Pecuário. Pretendia-se que fosse feito entre três a quatro anos. Para isso o Ministério destacou todos os seus técnicos dos três ramos, para este trabalho. Coelho Jordão entra para estes serviços do Plano de Fomento Agrário como Engenheiro Silvicultor.
Foi colocado na equipa de técnicos que tinha sido sediada na Figueira da Foz, sob a chefia do Eng. Cunha Rei.
“Ninguém sabia muito bem como começar. O Secretário de Estado fez o despacho, definiu o que pretendia, os prazos e os directores gerais que organizassem a planificação. O Eng. Cunha Rei foi encarregado de chefiar e organizar a planificação da parte do campo de carta agrícola e florestal. Aquando da elaboração da minha tese, tinha estado nos Serviços Cartográficos do Exército, e mostraram-me os filmes da fotografia aérea que os ingleses tinham feito de todo o nosso país, durante a 2ª Grande Guerra para depois fazerem as cartas militares. Falei nisto ao Eng. Cunha Rei que sugeriu, então, à Comissão Coordenadora da Carta Agrícola e Florestal, que requisitasse ao Ministério da Guerra, cópias desses filmes. Conseguidos os filmes, iniciaram-se na Figueira os primeiros trabalhos sobre essas fotografias.
No entanto, continuava a não haver uma linha de rumo bem definida e uniforme. A Comissão Coordenadora que era constituída pelos Inspectores de cada uma das Direcções-Gerais – Agrícola, Florestal, Pecuária e Junta de Colonização Interna – também não estava ainda preparada para definir uma orientação concreta, porque as dificuldades e a diversidade de opiniões eram grandes”. (Autobiografia)
Há uma reestruturação das equipas de trabalho, passando, agora, cada equipa a ser constituída por dois elementos técnicos, e cada equipa com um carro, localizados nas sedes dos concelhos. Esteve em Albergaria-a-Velha e em Paredes de Coura. 
“Agora sim, a máquina estava afinada, no referente à Carta Agrícola e Florestal de Portugal. Este trabalho (da Carta Agrícola e Florestal) permitiu-me ter um conhecimento muito perfeito do País, quer no aspecto agrícola, florestal, social e cultural. 
As brigadas, chefiada por um colega mais velho, eram constituídas, cada, por quatro a cinco equipas.
Como de Inverno não se podia trabalhar no norte do país, por causa das condições atmosféricas, foi determinado que de Novembro a Abril, as brigadas deslocavam-se para o sul do país – Algarve, Alentejo e Ribatejo – de Maio a Outubro regressariam ao norte e centro do país.
Assim desde Bragança ao Algarve estive em quase todos os concelhos” (Autobiografia).
Esteve dois anos em trabalho de campo, na Carta Agrícola e Florestal de Portugal. Em 1952, pede transferência para o “Inquéritos Económicos”, de cada concelho, em gabinete e menos repetitivo. Estudou os concelhos do Oeste e alguns do Ribatejo.

### Direcção Geral dos Serviços Florestais
Em 1953, pede para regressar aos Serviços Florestais e é colocado na Circunscrição Florestal de Coimbra, para Adjunto do Chefe da Circunscrição – Eng. Augusto Barjona de Freitas – onde se apresentou no dia 1 de Outubro. É durante o mandato do  Eng. Freitas que se iniciam as obras de fixação das dunas marítimas, entre a Figueira e Mira, e a arborização das Serras (baldios), uma obra notável, não só pela arborização na Serra da Lousã, Góis, Arganil, Viseu e Castelo Branco, mas também pelas vias de comunicação (estradões que se abriram), permitindo a aldeias isoladas nas serras terem acesso fácil às sedes dos concelhos. 
Este Plano de Fomento Florestal mandado elaborar pelo Ministro da Economia, Dr. Rafael Duque, que foi aprovado em 1939, permitiu disponibilizar verbas no orçamento para um trabalho de florestação ciclópico, em todos os baldios, dunas do país, numa área de 400.000 hectares.
“É uma tristeza ver os montes que eram revestidos por floresta, principalmente pinheiro bravo, serem hoje uma mancha escura de uma floresta ardida, tendo-se destruído um património que foi construído com tanto trabalho, amor e dedicação de tantos florestais – desde técnicos, mestres, guardas e mesmo trabalhadores, ao longo de quase quarenta anos” (Autobiografia).
Em 1955 o Eng. Barjona de Freitas é promovido a Inspector dos S.F. e é nomeado Chefe da Circunscrição o Eng. Filipe Theotónio Pereira Xavier de Basto. Coelho Jordão mantem-se como seu adjunto.
Foi-lhe entregue a reorganização dos viveiros florestais da circunscrição, que era constituída por dez administrações e quase todas tinham viveiros de plantas florestais, não só para uso dos próprios serviços, mas também para fornecer gratuitamente, aos proprietários florestais, como medida de fomento da floresta.
Cada administrador planeava a produção dos seus viveiros sem ter um conhecimento do conjunto das necessidades quer dos serviços florestais quer dos particulares. Como resultado, na altura da plantação, umas plantas faltavam e outras sobravam, tendo os viveiros de as inutilizar. 
Desta feita, Coelho Jordão estabeleceu um plano, que consistia em:
-	Fazer a planta de cada viveiro, com os respectivos canteiros;
-	Criar uma simbologia para cada planta, por ex. pinheiro bravo, eucalipto, pinheiro manso, etc.; (1)
(1)	Esta simbologia serviu depois para a Carta Agrícola e Florestal.
-	Centralizar todas as requisições de plantas, quer dos serviços quer dos particulares, na Circunscrição;
-	Na Circunscrição, fazer o planeamento para cada administração das plantas – em espécie e quantidade – que devia produzir;
-	No início do ano, cada administração enviava à Circunscrição os mapas dos viveiros, com o nº de existentes e disponíveis;
-	Face a estes mapas, a Circunscrição fazia a distribuição das plantas que comunicava a cada administração.
O plano deu resultado, porque no fim de cada época de plantação, as plantas que sobravam eram em número reduzido e assim houve uma grande economia, por se reduzir a compra de plantas nos viveiristas particulares.

### Base aérea de Cortegaça
Por despacho do Director Geral dos S. Florestais de 5.11.1957, foi nomeado para colaborar com a Direcção Geral do Serviço de Infra-estruturas da Força Aérea, na Base Aérea de Cortegaça em construção, colaboração que cessou quando assumiu as funções de Presidente da Câmara.

### Administração Florestal Na Figueira
Em Outubro de 1958 foi colocado na Administração Florestal da Figueira, para colaborar com o Eng. Cunha Rei e montar um programa de investigação sobre a resinagem do pinheiro bravo. Fez os Planos de Cortes das Matas da Costa de Lavos e Leirosa; o projecto de uma rede telefónica privativa dos serviços florestais que ligava todas as casas do guarda florestal à Administração; e alguns projectos de reconstrução de estradas, etc..
Termina a colaboração com a Comissão de Serviço dos Serviços Florestais, em 1960, aquando da nomeação como vereador da Câmara da figueira da Foz.

### Câmara Municipal da Figueira da Foz
1 de Janeiro de 1960 – toma posse vereador
1 de Outubro de 1960 – nomeado vereador servindo de Presidente, na sequência do período de demissão do Presidente, Dr. Adelino Pedrosa Veríssimo
21 de Dezembro de 1960 – toma posse de Vice-Presidente da Câmara
1 de Junho de 1961 – Vice-Presidente com as funções de Presidente
14 de Agosto de 1961 – toma posse de Presidente da CMFF
14 de Agosto de 1965 – reconduzido por mais 4 anos 
14 de Agosto de 1969 – reconduzido para novo mandato
30 de Julho de 1970 – exoneração do cargo.

## A Fábrica de Cimento do Cabo Mondego
Toda a história da Fábrica de Cimento do Cabo Mondego. O relato de uma luta entre a Câmara e a empresa, que por todos os meios tentou aumentar a sua capacidade de produção. Mas isso, seria o fim da encosta da Serra da Boa Viagem e da cidade como destino turístico.
- História contada pelo próprio sobre a oposição da Câmara à ampliação da fábrica e que foi decidido em Supremo Tribunal Admnistrativo

## Condecorações e homenagens
- Comendador (ComM) Comendador da Ordem de Benemerência (concedida pelo Presidente da Republica 12 de Dezembro de 1970) e entregue pelo Ministro do Interior Gonçalves Rapazote a 21 de Setembro de 1971.